# Дональд Вестлейк
До́нальд Ве́стлейк (англ. Donald Edwin Westlake, 12 липня 1933 — 31 грудня 2008) — американський письменник і кіносценарист, який працював у жанрах детективу і гумористичної прози.

## Біографія
Народився в Нью-Йорку в районі Бруклін в ірландській сім'ї. У шість років вступив до початкової католицької школи в Олбані. У 1950-му вступив до коледжу Чемплейн (Champlain College) в Платтсбурзі, штат Нью-Йорк. Не закінчивши навчання, він пішов до армії, де проходив службу в 1954—1956 рр. у частинах ВПС США в Західній Європі. Після демобілізації закінчив коледж Гарпура (Harpur College) у Бінггемптоні (нині Університет штату Нью-Йорк) і отримав диплом філолога.
Свої ж твори випускав переважно під різними псевдонімами, як-от: John B. Allan, Judson Jack Carmichael, Curt Clark, Timothy J. Culver, J. Morgan Cunningham, Richard Stark, Edwin West тощо.
У 2004 році отримав премію Шамус за досягнення протягом життя.
Помер від серцевого нападу 31 грудня 2008 року напередодні Нового року на відпочинку в Мексиці.

## Романи про персонажа Паркера і/або Ґрофілда
під псевдонімом Річард Старк:
- «The Hunter» / «Мисливець» (інші назви: «Переслідувач»; «Невловимий/Незловимий»; «Розплата»), 1962
- «The Man With the Getaway Face» / «Людина, що змінила обличчя», 1963
- «The Outfit» / «Синдикат» (інші назви: «Мафія», «Хто сплатить рахунки?»), 1963
- «The Mourner» / «Тужільний» (інші назви: «Пастка», «Злодій у пастці»), 1963
- «The Score» / «Пограбування», 1964 (Паркер і Ґрофілд)
- «The Jugger» / «Хакер» (інші назви: «Нічого у сейфі»; «Хакер»), 1965
- «The Seventh» / «Паркер і дилетант» (інші назви: «Сьома частка»; «Сьома частина»), 1966
- «The Handle» / «Авантюра», 1966 (Паркер і Ґрофілд)
- «The Damsel» / «Дівуля», 1967 (Ґрофілд)
- «The Rare Coin Score» / «Афера з рідкісними монетами», 1967
- «The Green Eagle Score» / «Пограбування „Зеленого орла“», 1967
- «The Dame» / «Жертовний лицедій», 1968 (Ґрофілд)
- «The Black Ice Score» / «Викрадення чорного льоду», 1968
- «The Sour Lemon Score» / «Викрадення кислої цетрини» (інші назви: «Подвійна гра»), 1969
- «The Blackbird» / «Дрізд» (інші назви: «Біла ворона»), 1969 (Ґрофілд)
- «Deadly Edge» / «Фатальний кордон» (інші назви: «Смертельна перевага»), 1971
- «Slayground» / «Битва» (інші назви: «Бійня у „Луна-парку“»; «Схованка в „Луна-парку“»), 1971
- «Lemons Never Lie» / «Цетрини ніколи не брешуть» (інші назви: «Кривавий слід»), 1971 (Ґрофілд)
- «Plunder Squad» / «Грабіжники», 1972
- «Butcher's Moon» / «Місяць м'ясника» (інші назви: «Луна-вбивця», «Різанина в молодика»; «Викрадений фрік»; «Смерть крадеться нишком»), 1974 (Паркер і Ґрофілд)
- «Comeback» / «Повернення» 1997
- «Backflash» / «Зворотня реакція» 1998
- «Flashfire» / «Вогняний спалах», 2000.
- «Firebreak», 2001
- «Breakout» / «Втеча», 2002
- «Nobody Runs Forever», 2004
- «Ask the Parrot» / «Спитай у папуги», 2006
- «Dirty Money» / «Брудні гроші», 2008

## Романи і розповіді про Джона Арчібальда Дортмундера
- Проклятий смарагд / The Hot Rock (інші назви: «Гарячий камінець»), 1970
- Пограбування банку / Bank Shot (інші назви: «Банк, що забулькотів», «Непохибний шанс»), 1972
- Малюк Джиммі / Jimmy the Kid, 1974
- Ніхто не ідеальний / Nobody's Perfect, 1977
- Чому я / Why Me?, 1983
- Гарна поведінка / Good Behavior, 1985
- Потонулі надії / Drowned Hopes, 1990
- Не питай / Do not Ask, 1993
- Що могло бути гірше? / What's the Worst That Could Happen?, 1996 року
- Погані новини / Bad News, 2001
- The Road to Ruin, 2004
- Стережись! / Watch Your Back!, 2005
- Що смішного? / What's So Funny?, 2007
- Get Real, 2009

## Екранізації
- Зроблено в США / Made in U.S.A. (1966) — на основі роману «У зловісній тиші Сагамора».
- Постріл впритул / Point Blank (1967) — на основі роману «Мисливець».
- Пограбування / Mise à Sac (Pillaged) (1967) — на основі роману «Пограбування».
- Поділ / The Split (1968) — на основі роману «Паркер і дилетант».
- Крадений камінь / The Hot Rock (1972) — на основі роману «Проклятий смарагд».
- Команда / The Outfit (1973) — на основі роману «Синдикат».
- Непохибний шанс / Bank Shot (1974) — на основі роману «Банк, що забулькотів».
- Малюк Джиммі / Jimmy the Kid (1982) — на основі роману «Малюк Джиммі».
- Помста / Slayground (1983) — на основі роману «Битва».
- Чому я? / Why Me? (1990) — на основі роману «Чому я?».
- Малюк Джиммі / Jimmy the Kid (1999) — на основі роману «Малюк Джиммі».
- Розплата / Payback (1999) — на основі роману «Мисливець».
- Що могло бути гірше? / What's the Worst That Could Happen? (2001) — на основі роману «Що могло бути гірше?».
- Гільйотина (2005) — на основі роману «Гільйотина».
- Паркер / Parker (2013) — на основі роману «Вогняний спалах». У титрах фільму вказано, що він присвячений пам'яті Дональда Вестлейка.
- Актор / The Actor (2025) — на основі роману «Пам'ять».
- Немає іншого вибору / 어쩔수가없다 (2025) — на основі роману «Гільйотина».
- Брудна гра / Play Dirty (2026) — на основі роману «Мисливець».